# 土肥星也
土肥 星也（どひ せいや、1995年7月7日 - ）は、大阪府大東市出身の元プロ野球選手（投手）。左投左打。

## 経歴

### プロ入り前
中学時代はボーイズリーグの大東畷ボーイズに所属。1学年先輩には松原聖弥が在籍していた。
高校時代は香川県の尽誠学園高等学校でエースとして活躍した。3年夏の香川大会は決勝戦で敗退。
高校卒業後は大阪ガスに入社し、硬式野球部に入部。社会人2年目の秋に開催された第41回社会人野球日本選手権大会で全国デビューする。翌年6月の第87回都市対抗野球大会予選で左肩に違和感を覚えるも同年8月のカナダでのワールドベースボールチャレンジでは社会人日本代表に選出。同年9月の第42回社会人野球日本選手権大会予選では9月9日にわかさスタジアム京都で行われた近畿地区最終予選で新日鐵住金広畑相手に5回4安打2失点の粘投。第42回社会人野球日本選手権大会では準決勝のヤマハ戦で登板するも二死を取り被安打4、1奪三振で4自責点だった。第41回社会人野球日本選手権大会を含めると、36回無失点。
2016年10月20日に行われたドラフト会議では、千葉ロッテマリーンズから4位指名を受け、契約金5000万円、年俸1000万円（金額は推定）で契約した。背番号は34。

### ロッテ時代
2017年は、5月8日に中継ぎとして一軍初昇格を果たすと5月10日の東北楽天ゴールデンイーグルス戦でプロ初登板、同13日の北海道日本ハムファイターズ戦ではプロ初ホールドを記録した。しかし防御率6.23と結果を残せず6月19日に登録抹消。9月9日に一軍再昇格となったが2試合連続で失点を喫し、同18日に再び登録を抹消されそのまま二軍でシーズンを終えた。ルーキーイヤーは一軍で18試合に登板し、0勝1敗2ホールド・防御率9.31という成績だった。
2018年は先発へ転向し、5月20日の福岡ソフトバンクホークス戦でプロ初先発。勝利投手目前で交代を告げられ、4回2/3を投げ2失点の内容で勝敗は付かなかった。4度目の先発登板となった8月16日の日本ハム戦、5回2/3を4安打2失点に抑えプロ初勝利を手にした。この年はローテーションの谷間での先発が中心であり4度の登録抹消を経験。先発ローテーションには定着できなかったものの一軍で6試合に先発し2勝1敗・防御率5.08を記録した。
2019年は、土肥の誕生日でもある7月7日の埼玉西武ライオンズ戦に先発し、5回を1失点に抑えシーズン初勝利を挙げた。また、土肥はヒーローインタビューにて同い年の一般女性と結婚していたことを公表した。この年もローテーションの谷間で先発し、一軍では6試合の登板で1勝0敗・防御率3.13。二軍では16試合の登板で9勝2敗・防御率2.35と好成績を収めた。10月3日に左肘の関節鏡視下クリーニング手術を行った。
2020年は、手術からの回復が思わしくなく、一軍・二軍ともに登板が無いままシーズンを終えたが、11月のフェニックスリーグで実戦復帰を果たした。
2021年は、9月23日に出場選手登録されると同日のソフトバンク戦に先発予定の佐々木朗希が腰の張りを訴え先発を回避し、土肥が急遽先発した。しかし、思わぬ形で2年ぶりの一軍登板を果たしたものの、結局2回6安打3失点で降板し敗戦投手となった。
2022年は、二軍ではチーム最多となる85イニングに登板したものの、一軍登板は1試合にとどまり、またシーズン終盤に左肩を痛め、10月21日に戦力外通告を受けた。11月17日に育成選手として再契約を結んだ。新しい背番号は121。
2023年は二軍で34試合に登板して防御率2.96という成績だった。10月3日に戦力外通告が発表され、契約変更後1年経過により自由契約となったが、11月18日に再契約した。
2024年は二軍での12登板で1勝3敗・防御率5.27という成績で、オフに再び戦力外通告を受けた。

## 選手としての特徴・人物
躍動感あるフォームから最速149km/hの直球を投げる本格派左腕。他に、スライダー、チェンジアップ、シンカー、カーブを投げ、直球は球威があり、角度がある。左打者の内角を突く強気な投球が持ち味である。阪神タイガースの藤川球児に憧れている。
ニックネームは、ポン太。ニックネームの由来は、土肥の地元・大阪で活動している、同姓のお笑いタレント「土肥ポン太」から。

## 詳細情報

### 年度別投手成績
| 年 度     | 球 団     | 登 板 | 先 発 | 完 投 | 完 封 | 無 四 球 | 勝 利 | 敗 戦 | セ 丨 ブ | ホ 丨 ル ド | 勝 率 | 打 者 | 投 球 回 | 被 安 打 | 被 本 塁 打 | 与 四 球 | 敬 遠 | 与 死 球 | 奪 三 振 | 暴 投 | ボ 丨 ク | 失 点 | 自 責 点 | 防 御 率 | W H I P |
| --------- | --------- | ----- | ----- | ----- | ----- | -------- | ----- | ----- | -------- | ----------- | ----- | ----- | -------- | -------- | ----------- | -------- | ----- | -------- | -------- | ----- | -------- | ----- | -------- | -------- | ------- |
| 2017      | ロッテ    | 18    | 0     | 0     | 0     | 0        | 0     | 1     | 0        | 2           | .000  | 98    | 19.1     | 25       | 4           | 12       | 0     | 2        | 14       | 3     | 0        | 22    | 20       | 9.31     | 1.91    |
| 2018      | ロッテ    | 6     | 6     | 0     | 0     | 0        | 2     | 1     | 0        | 0           | .667  | 125   | 28.1     | 30       | 4           | 16       | 1     | 0        | 16       | 3     | 0        | 16    | 16       | 5.08     | 1.62    |
| 2019      | ロッテ    | 6     | 6     | 0     | 0     | 0        | 1     | 0     | 0        | 0           | 1.000 | 137   | 31.2     | 35       | 4           | 12       | 0     | 0        | 28       | 1     | 0        | 12    | 11       | 3.13     | 1.48    |
| 2021      | ロッテ    | 1     | 1     | 0     | 0     | 0        | 0     | 1     | 0        | 0           | .000  | 11    | 2.0      | 6        | 1           | 0        | 0     | 0        | 0        | 0     | 0        | 3     | 3        | 13.50    | 3.00    |
| 2022      | ロッテ    | 1     | 0     | 0     | 0     | 0        | 1     | 0     | 0        | 0           | 1.000 | 6     | 1.0      | 2        | 0           | 1        | 0     | 0        | 0        | 0     | 0        | 0     | 0        | 0.00     | 3.00    |
| 通算：5年 | 通算：5年 | 32    | 13    | 0     | 0     | 0        | 4     | 3     | 0        | 2           | .571  | 377   | 82.1     | 98       | 13          | 41       | 1     | 2        | 58       | 7     | 0        | 53    | 50       | 5.47     | 1.69    |

- 2023年度シーズン終了時

### 年度別守備成績
| 年 度 | 球 団  | 投手  | 投手  | 投手  | 投手  | 投手  | 投手     |
| 年 度 | 球 団  | 試 合 | 刺 殺 | 補 殺 | 失 策 | 併 殺 | 守 備 率 |
| ----- | ------ | ----- | ----- | ----- | ----- | ----- | -------- |
| 2017  | ロッテ | 18    | 4     | 2     | 0     | 0     | 1.000    |
| 2018  | ロッテ | 6     | 0     | 8     | 0     | 0     | 1.000    |
| 2019  | ロッテ | 6     | 1     | 4     | 0     | 0     | 1.000    |
| 2021  | ロッテ | 1     | 0     | 0     | 0     | 0     | ----     |
| 2022  | ロッテ | 1     | 0     | 0     | 0     | 0     | ----     |
| 通算  | 通算   | 32    | 5     | 14    | 0     | 0     | 1.000    |

- 2023年度シーズン終了時

### 記録
初記録
- 初登板：2017年5月10日、対東北楽天ゴールデンイーグルス6回戦（Koboパーク宮城）、8回裏に2番手で救援登板、1回無失点
- 初奪三振：同上、8回裏にゼラス・ウィーラーから空振り三振
- 初ホールド：2017年5月13日：対北海道日本ハムファイターズ8回戦（東京ドーム）、4回裏に2番手で救援登板、2回無失点
- 初先発：2018年5月20日、対福岡ソフトバンクホークス7回戦（ZOZOマリンスタジアム）、4回2/3を2失点で勝敗つかず
- 初勝利・初先発勝利：2018年8月16日、対北海道日本ハムファイターズ20回戦（札幌ドーム）、5回2/3を2失点

### 背番号
- 34（2017年[8] - 2022年）
- 121（2023年[26] - 2024年）